# SISMI
SISMI (italijansko Servizio per le Informazioni e la Sicurezza Militare; slovensko: Vojaška informacijska in varnostna služba) je bila italijanska vojaška varnostno-obveščevalna služba, ki je delovala med letoma 1977 in 2007.
Njeno dejavnost je z reformo italijanskega varnostno-obveščevalnega sistema 1. avgusta 2007 prevzela novoustanovljena Agenzia Informazioni e Sicurezza Interna (AISI).

## Zgodovina
SISMI je bila uradno ustanovljena 24. oktobra 1977. SISMI je neposredno odgovorna italijanskemu obrambnemu ministru.

## Področje delovanja
- zagotavlja obveščevalne podatke za oborožene sile,
- varuje Italijo pred terorističnimi napadi in terorističnimi skupinami,
- varuje italijanske interese v tujini,

## Direktorji
- General Giuseppe Santovito (13. januar 1978 - avgust 1981)
- General Nino Lugaresi (avgust 1981 - 4. maj 1984)
- Admiral Fulvio Martini (5. maj 1984 - 26. februar 1991)
- General Sergio Luccarini (27. februar 1991 - 19. avgust 1991)
- General Luigi Ramponi (19. avgust 1991 - 9. avgust 1992)
- General Cesare Pucci (10. avgust 1992 - 12. julij 1994)
- General Sergio Siracusa (12. julij 1994 - 3. november 1996)
- Admiral Gianfranco Battelli (4. november 1996 - 30. september 2001)
- General Nicolò Pollari (1. oktober 2001 - 20. november 2006)
- Admiral Bruno Branciforte (21. november 2006 - 3. avgust 2007)